# Черговий по переїзду

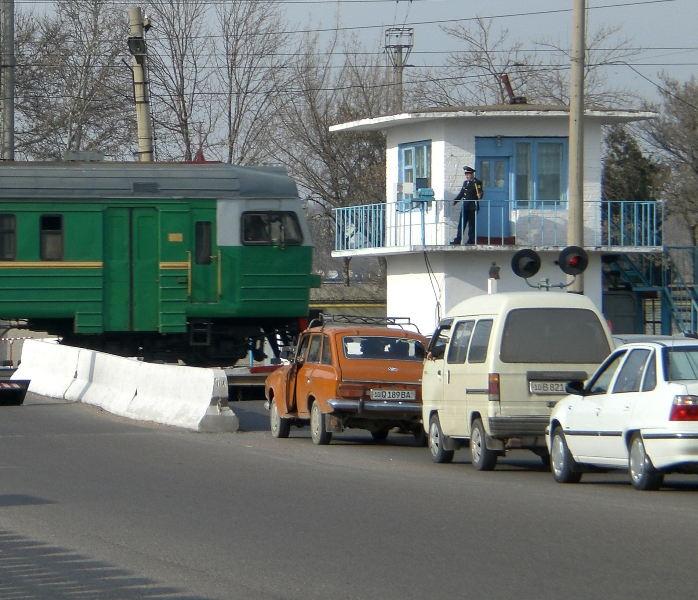
Черговий по переїзду зустрічає електропоїзд

Черговий по переїзду — це працівник залізниці який забезпечує безпечний рух поїздів і автотранспорту через залізничний переїзд.

## Завдання та обов’язки
Забезпечує безпечний та безперебійний рух поїздів та транспортних засобів на переїзді. Організує та регулює відповідно до встановленого порядку рух через переїзд великовантажних, тихохідних, особливо важких та довгомірних транспортних одиниць, машин і механізмів, прогін худоби. Забезпечує контроль за справною роботою переїзної або загороджувальної сигналізації та автоматизації, автоматичних шлагбаумів або електрошлагбаумів, пристроїв для закривання та відкривання шлагбаумів, прожекторних установок, електроосвітлення, радіо- та телефонного зв’язку. 
Виправляє несправності у роботі обладнання переїзду, які можуть бути усунені силами чергового (або чергових) по переїзду. Організує безпечний рух поїздів і транспортних засобів у разі несправного стану автоматичної сигналізації, приладів керування автоматичними шлагбаумами під час порушення енергопостачання при аварійному стані і проведенні робіт з технічного обслуговування та регулювання пристроїв автоматики та сигналізації. 
Огороджує переїзд і подає встановлені сигнали. Наглядає за станом поїздів, що проходять, вживає заходів для зупинки поїзда у випадках виявлення несправностей у рухомому складі та порушень у навантаженні вантажів, що загрожують безпеці руху. Забезпечує, утримує пристрої переїзду, залізничної колії і всю площу переїзду та під’їздів до нього у межах шлагбауму в справності та чистоті.

## Повинен знати
- будову переїзду та правила його обслуговування;
- принципи дії обладнання, встановленого на переїзді, виявлення несправностей в його роботі та їх усунення;
- порядок регулювання руху транспортних засобів по переїзду; інструкцію з забезпечення безпеки руху поїздів під час проведення шляхових робіт;
- інструкцію з будови та обслуговування переїздів;
- місцеву інструкцію з обслуговування переїзду;
- місцеву інструкцію про порядок користування пристроями автоматики на переїзді;
- типову інструкцію з охорони праці та виробничої санітарії для чергових по переїзду, правила дорожнього руху по залізничному переїзду.

2-й розряд
- у разі обслуговування переїздів, розташованих на схрещеннях: залізниць з інтенсивністю руху до 16 поїздів за добу, а також станційних та під’їзних колій з автомобільними шляхами з інтенсивністю руху до 7000 автомобілів за добу; залізниць з інтенсивністю руху 17-100 поїздів за добу з автомобільними шляхами з інтенсивністю руху до 3000 автомобілів за добу; залізниць з інтенсивністю руху 101-200 поїздів за добу з автомобільними шляхами з інтенсивністю руху до 1000 автомобілів за добу; залізниць з інтенсивністю руху більше 100 поїздів за добу з автомобільними шляхами з інтенсивністю руху до 200 автомобілів за добу. 
Кваліфікаційні вимоги.
Базова або неповна базова загальна середня освіта. Одержання професії безпосередньо на виробництві. Без вимог до стажу роботи. 
3-й розряд
- у разі обслуговування переїздів, розташованих на схрещеннях: залізниць з інтенсивністю руху до 16 поїздів за добу, а також станційних і під’їзних колій з автомобільними шляхами з інтенсивністю руху більше 7000 автомобілів за добу; залізниць з інтенсивністю руху 17-100 поїздів за добу з автомобільними шляхами з інтенсивністю руху 3001-7000 автомобілів за добу; залізниць з інтенсивністю руху понад 100 поїздів за добу з автомобільними шляхами з інтенсивністю руху 1001-3000 автомобілів за добу; залізниць з інтенсивністю руху понад 200 поїздів за добу з автомобільними шляхами з інтенсивністю руху 201-1000 автомобілів за добу. 
Кваліфікаційні вимоги. 
Повна або базова загальна середня освіта. Професійно-технічна освіта без вимог до стажу роботи або одержання професії безпосередньо на виробництві, підвищення кваліфікації і стаж роботи за професією чергового по переїзду 2 розряду не менше 1 року. 
4-й розряд
- у разі обслуговування переїздів, розташованих на схрещеннях: залізниць з інтенсивністю руху понад 16 поїздів за добу з автомобільними шляхами понад 7000 автомобілів за добу; залізниць з інтенсивністю руху понад 100 поїздів за добу з автомобільними шляхами з інтенсивністю руху понад 3000 автомобілів за добу. 
Кваліфікаційні вимоги.
Повна або базова загальна середня освіта. Професійно-технічна освіта. Підвищення кваліфікації. Стаж роботи за професією чергового по переїзду 3 розряду не менше 1 року.